# Monhoudou

Monhoudou este o comună în departamentul Sarthe, Franța. În 2009 avea o populație de 202 de locuitori.